# Knärot
Knärot (Goodyera repens) är en växtart i familjen orkidéer och släktet knärötter. Den beskrevs först av Linné som Satyrium repens men fick sitt nuvarande namn av den brittiske botanisten
Robert Brown. Artepitetet repens betyder krypande och syftar på artens växtsätt. Knärot är en av de vanligare orkidéerna i Sverige och växer i nästan hela landet. Arten skyddas av den riksomfattade fridlysningen av alla orkidéer.

## Utseende och växtsätt
Knärot är lågväxt och blir cirka en decimeter hög. Den har alltid rikligt med utlöpare och bildar mattor av
bladrosetter. De vintergröna bladen är äggformade och spetsiga med ett otydligt nätmönster på ovansidan. Blommorna är ganska små, vita, ludna och sitter i en spiralformad blomställning. Stjälken är finhårig upptill.

## Utbredning och släktskap
Knärot är spridd över hela det boreala bältet från Skandinavien till östra Sibirien, Alaska och norra Kanada. Den finns även i några mer sydliga bergsregioner. Det är den mest vitt spridda arten i sitt släkte och i Nordamerika växer den ofta tillsammans med flera liknande släktingar medan den i kontinentala Europa är ensam representant i släktet.

## Ekologi
Knärot trivs bäst på frisk, mossbeväxt mark, gärna i mossrika barrskogar, I söder kan den dock även hittas i örtrika tallskogar och i fjällkedjan kan den växa i fjällbjörkskog. Växtplatsen är alltid bland mossa, gärna hus- eller väggmossa och inte sällan lite upphöjt som på stenar och block. Arten tycks vara mycket tålig mot skuggighet och den går att hitta i skogar med mycket tät krontäckning och till och med under
blåbärsris. Knärot blommar mellan juli och augusti och pollineras främst av
humlor men även vägbin och blomflugor har observerats göra blombesök.
Precis som andra
orkidéer har arten mycket små frön som är kapabla att spridas av vinden över långa avstånd. Den minimala storleken medför dock att fröet inte har en egen näringsreserv för att kunna gro utan är helt beroende av att hitta en svamppartner som genom så kallad mykorrhiza. Detta innebär att svampen hjälper växten genom att överföra näringsämnen och sockerarter som behövs för groning. Knärot är även som fullvuxen planta beroende av sin svamppartner, arten Ceratobasidium cornigerum, och det kan antas att svampen får sockerarter från knärot i utbyte mot näringsämnen så att växten kan lägga mer resurser på att fotosyntetisera effektivt i den skuggiga skogsmiljön.

## Hot
Trots att den fortfarande är en vanlig art i stora delar av Sverige är den sedan 2010 inkluderad i rödlistan som sårbar (VU). Rödlistningen beror på att population minskar, något som antas vara en följd av modernt skogsbruk. Det är känt att arten är beroende av en skuggig miljö med stabilt mikroklimat. Det antas vidare att arten är knuten till skogar som är äldre än 80 år och en studie har visat att den nästan helt saknas från skogar som är omkring 40 år gamla och att den har en nästan dubbel så hög förekomst i skogar som är 120 år eller äldre jämfört med ca 75-åriga skogsbestånd. Då svenska skogar, efter Skogsstyrelsens anvisningar, vanligen avverkas vid en ålder mellan 80 och 100 år blir en konsekvens att knärot minskar i brukade skogslandskap.